# الرزة (حالمين)

تعديل مصدري - تعديل

الرزة هي إحدى قرى عزلة حبيل الريدة بمديرية حالمين التابعة لمحافظة لحج، بلغ تعداد سكانها 129 نسمة حسب تعداد اليمن لعام 2004.